# 6780 Borodin
6780 Borodin este un asteroid din centura principală de asteroizi.

## Descriere
6780 Borodin este un asteroid din centura principală de asteroizi. A fost descoperit pe 2 martie 1990 la Observatorul La Silla de Eric Walter Elst. Asteroidul prezintă o orbită caracterizată de o semiaxă mare de 2,25 ua, o excentricitate de 0,18 și o înclinație de 4,9° în raport cu ecliptica.